# Josef Žemlička (malíř)
Josef Žemlička (16. září 1923, Honbice, okres Chrudim – 3. srpna 1980, Praha) byl český malíř, ilustrátor, grafik a karikaturista.

## Život
Josef Žemlička vystudoval v letech 1945–1949 Vysokou školu uměleckoprůmyslovou v Praze pod vedením profesora Antonína Pelce. Poté se věnoval kreslenému humoru a karikaturám. Přispíval do časopisu  Dikobraz, kde si v padesátých letech dobíral „módní výstřelky“ americké mládeže. V letech 1966–1968 byl dokonce členem redakční rady Dikobrazu. Od roku 1959 byl členem skupiny karikaturistů Polylegran. Dále se věnoval grafice a ilustrování knih pro děti a mládež.

## Z knižních ilustrací
- Adam Bahdaj: Do poločasu 0:1 (1977).
- Ilona Borská: Ve čtvrtek budeme dospělí (1977).
- Lieselotte Düngel-Gillesová: Knud Rasmussen (1974).
- Erich Kästner: Luisa a Lotka (1978).
- Joseph Kessel: Lev (1968)
- Vladimír Klevis: Tábor na Zlatém potoce (1980).
- Maurice Leblanc: Arsène Lupin kontra Herlock Sholmes (1987).
- Grey Owl: Sejdžo a její bobříci (1967).
- Miloslav Stingl: Angatar (1965).